# Cantone di Château-la-Vallière
Il Cantone di Château-la-Vallière era una divisione amministrativa dell'arrondissement di Tours.
A seguito della riforma approvata con decreto del 18 febbraio 2014, che ha avuto attuazione dopo le elezioni dipartimentali del 2015, è stato soppresso.

## Composizione
Comprendeva i comuni di:
- Ambillou
- Braye-sur-Maulne
- Brèches
- Channay-sur-Lathan
- Château-la-Vallière
- Couesmes
- Courcelles-de-Touraine
- Hommes
- Lublé
- Marcilly-sur-Maulne
- Rillé
- Saint-Laurent-de-Lin
- Savigné-sur-Lathan
- Souvigné
- Villiers-au-Bouin